# رادیوی تبلیغاتی

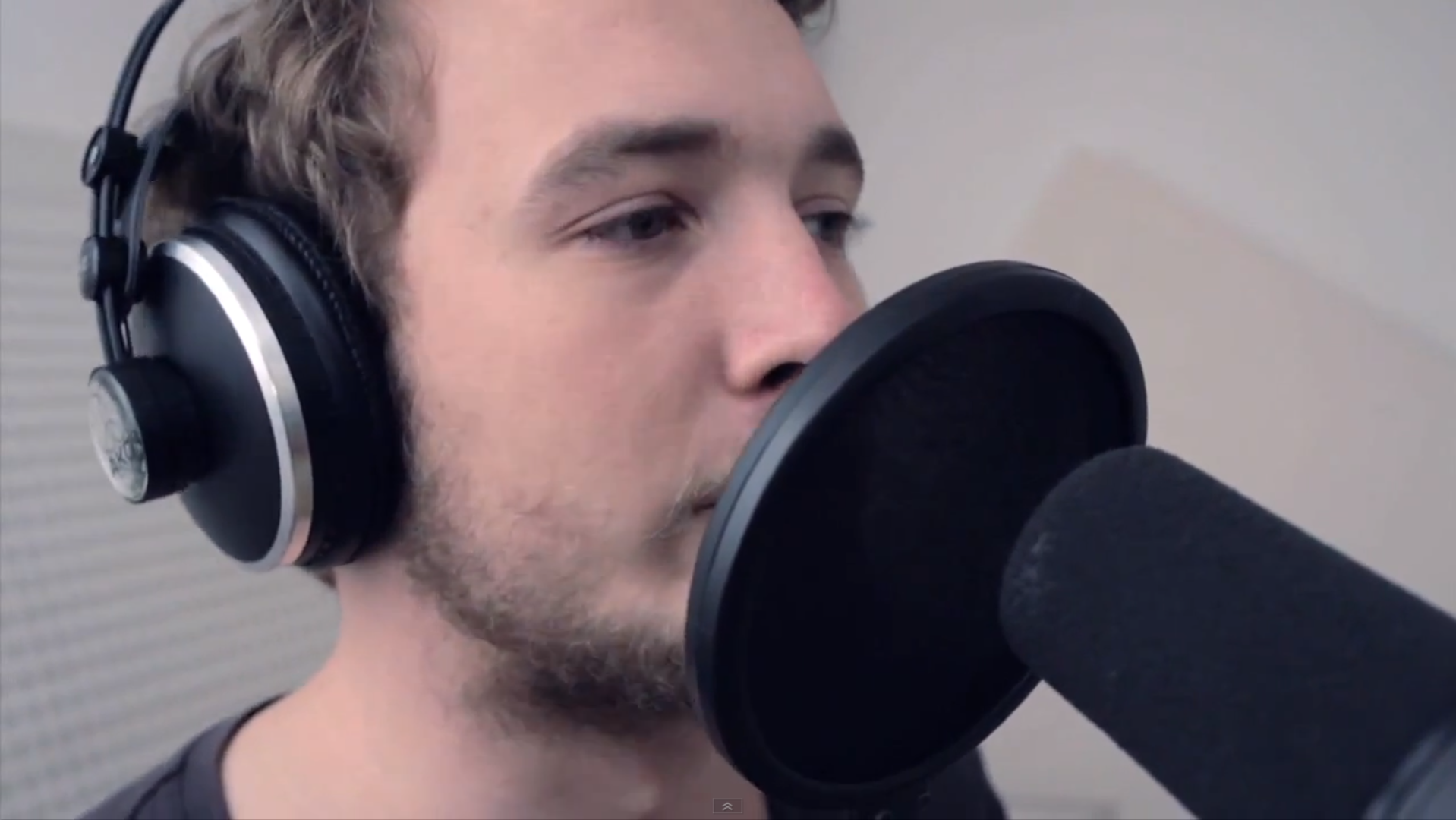
رادیوی تبلیغاتی

رادیوی تبلیغاتی (انگلیسی: Radio advertisement) یا ایستگاه رادیوی تبلیغاتی، به ایستگاه‌های رادیویی تجاری اطلاق می‌شود، که بخش اعظم درآمد خود را از طریق اختصاص زمان به پخش آگهی‌های تبلیغاتی رادیویی به دست می‌آورند. ایستگاه‌های رادیوی تبلیغاتی اغلب با پول حاصل از این آگهی‌ها به حیات خود ادامه می‌دهند.